# 2. deild karla 1958
Die 2. deild karla 1958 war die vierte Spielzeit der zweithöchsten isländischen Fußballliga.

## Modus
Neun Mannschaften spielten in zwei Gruppen zu vier bzw. fünf Teams um die Zweitligameisterschaft. Dabei spielten die Teams innerhalb ihrer Gruppe jeweils einmal gegeneinander. Die beiden Gruppensieger spielten anschließend in einem Entscheidungsspiel den Aufsteiger in die 1. deild karla aus.

## Gruppe Nord
| Pl. | Verein           | Sp. | S | U | N | Tore    | Quote | Punkte |
| --- | ---------------- | --- | - | - | - | ------- | ----- | ------ |
| 1.  | ÍB Ísafjörður    | 3   | 3 | 0 | 0 | 010:200 | 5,00  | 06:0   |
| 2.  | ÍBA Akureyri (A) | 3   | 2 | 0 | 1 | 019:400 | 4,75  | 04:20  |
| 3.  | HSÞ Reykjavik    | 3   | 1 | 0 | 2 | 008:140 | 0,57  | 02:40  |
| 4.  | UMS Skagafjörður | 3   | 0 | 0 | 3 | 003:200 | 0,15  | 0:60   |

| (A) | Absteiger aus der 1. deild karla 1957 |

|                  | ÍBÍ | ÍBA | HSÞ | UMS  |
| ÍB Ísafjörður    |     | 3:2 | 5:0 | 2:0  |
| ÍBA Akureyri     |     |     | 7:0 | 10:1 |
| HSÞ Reykjavik    |     |     |     | 8:2  |
| UMS Skagafjörður |     |     |     |      |

## Gruppe Süd
| Pl. | Verein             | Sp. | S | U | N | Tore    | Quote | Punkte |
| --- | ------------------ | --- | - | - | - | ------- | ----- | ------ |
| 1.  | Þróttur Reykjavík  | 4   | 4 | 0 | 0 | 011:400 | 2,75  | 08:0   |
| 2.  | Víkingur Reykjavík | 4   | 2 | 1 | 1 | 013:800 | 1,63  | 05:30  |
| 3.  | ÍBV Vestmannaeyja  | 4   | 1 | 1 | 2 | 007:900 | 0,78  | 03:50  |
| 4.  | Reynir Sandgerði   | 4   | 1 | 0 | 3 | 006:100 | 0,60  | 02:60  |
| 5.  | IKF Keflavík       | 4   | 1 | 0 | 3 | 005:110 | 0,45  | 02:60  |

|                    | ÞRÓ | VÍK | ÍBV | REY | IKF |
| Þróttur Reykjavík  |     | 4:2 | 2:1 | 2:0 | 3:1 |
| Víkingur Reykjavík |     |     | 2:2 | 5:2 | 4:0 |
| ÍBV Vestmannaeyja  |     |     |     | 3:1 | 1:4 |
| Reynir Sandgerði   |     |     |     |     | 3:0 |
| IKF Keflavík       |     |     |     |     |     |

## Finale
|                   | Ergebnis |               |
| ----------------- | -------- | ------------- |
| Þróttur Reykjavík | 3:1      | ÍB Ísafjörður |